# Port Lavaca
Port Lavaca ist eine Stadt im Calhoun County und Sitz der Countyverwaltung (County Seat) im US-Bundesstaat Texas.
Sie liegt an der Matagorda Bay und wird von der Texas State Route 35 tangiert.